# 阿尔特兹维莱
阿尔特兹维莱（法語：Hartzviller）是法国摩泽尔省的一个市镇，属于萨尔堡区（Sarrebourg）萨尔堡县（Sarrebourg）。该市镇总面积4.14平方公里，2009年时的人口为905人。

## 人口
阿尔特兹维莱人口变化图示